# Межешин
Межешин (пол. Mierzeszyn) — село в Польщі, у гміні Тромбки-Великі Ґданського повіту Поморського воєводства.
Населення — 833 особи (2011).

## Демографія
Демографічна структура станом на 31 березня 2011 року:
|          | Загалом | Допрацездатний вік | Працездатний вік | Постпрацездатний вік |
| -------- | ------- | ------------------ | ---------------- | -------------------- |
| Чоловіки | 417     | 108                | 280              | 29                   |
| Жінки    | 416     | 112                | 234              | 70                   |
| Разом    | 833     | 220                | 514              | 99                   |